# Myrtis från Anthedon
Myrtis från Anthedon, som levde under 600-talet f.Kr., var en grekisk skald under antiken. Hon ska ha varit lärare till Pindaros och Korinna. 
Hon ingår i den grupp av nio kvinnliga diktare som av Antipater från Thessalonica jämförs med de nio muserna: Sapfo, Praxilla,  Moero, Anyte, Erinna, Telesilla, Korinna, Nossis och Myrtis.